# المزيرعة (ولاية بسكرة)
المزيرعة بلدية بولاية بسكرة الجزائرية.
تتكون من أربعة مناطق منطقة:
1. تاجموت وبها عرش بني ملكم
2. منطقة لمزيرعة وبها عرش اولاد عبد الرحمان
3. منظقة سيدي مصمودي وبها عرش اولاد يوب
4. لولاش وبها عرش اولاد سليمان بن عيسى

بها عدة مناطق اثرية للحضارة القديمة وبها معاقل اثوار أثناء حرب التحرير وتوجد بها أكبر غابة على مستوى الولاية وهي تقع في حدود مع ولاية باتنة